# Locustella
Locustella is een geslacht van zangvogels uit de familie Locustellidae. De wetenschappelijke naam van het geslacht is voor het eerst geldig gepubliceerd in 1829 door Kaup.

## Soorten
Het geslacht telt de volgende 23 soorten:
- Locustella accentor  –  Kinabalustruikzanger
- Locustella alfredi  –  Grijsborststruikzanger
- Locustella alishanensis  –  Taiwanstruikzanger
- Locustella castanea  –  Sulawesistruikzanger
- Locustella caudata  –  Langstaartstruikzanger
- Locustella chengi  –  Sichuanstruikzanger
- Locustella davidi  –  Pater Davids struikzanger
- Locustella disturbans  – Burustruikzanger
- Locustella fluviatilis  –  Krekelzanger
- Locustella idonea  –  Dalatstruikzanger
- Locustella kashmirensis  –  West-Himalayaanse struikzanger
- Locustella lanceolata  –  Kleine sprinkhaanzanger
- Locustella luscinioides  –  Snor
- Locustella luteoventris  –  Bruine struikzanger
- Locustella major  –  Kashmirstruikzanger
- Locustella mandelli  –  Mandells struikzanger
- Locustella montis  –  Javaanse struikzanger
- Locustella musculus  – Ceramstruikzanger
- Locustella naevia  –  Sprinkhaanzanger
- Locustella portenta  – Taliabustruikzanger
- Locustella seebohmi  –  Seebohms struikzanger
- Locustella tacsanowskia  –  Chinese struikzanger
- Locustella thoracica  –  Gevlekte struikzanger